# Howard Davis (ökölvívó)
Howard Edward Davis, Jr. (Glen Cove, New York, 1956. február 14. – Plantation, Florida, 2015. december 30.) olimpiai bajnok amerikai ökölvívó.

## Amatőr eredményei
- 1974-ben világbajnok pehelysúlyban.
- 1976-ban olimpiai bajnok könnyűsúlyban. Ő kapta az olimpia legtechnikásabb ökölvívójának járó Val Barker-díjat.

## Profi karrierje
Az olimpia után azonnal profinak állt és bár háromszor is mérkőzött világbajnoki címért, de mindannyiszor alulmaradt.
1980. június 7-én a WBC könnyűsúlyú bajnok brit Jim Watt ellen egyhangú pontozással maradt alul, majd négy évre rá 1984. június 23-án ugyanazért a címért a Puerto Ricó-i Edwin Rosariótól szenvedett megosztott pontozásos vereséget, végül 1988. július 31-én James McGirt egy IBF kisváltósúlyú világbajnoki címmérkőzésen már az első menetben kiütötte. A vereség után hat évre visszavonult, majd 1994 és 1996 között még öt mérkőzést vívott immár középsúlyban.
43 mérkőzéséből 36-ot nyert meg, hatot vesztett el és egy végződött döntetlennel.